# Wszystkie boże dzieci tańczą
Wszystkie boże dzieci tańczą (jap. 神の子どもたちはみな踊る Kami no kodomo-tachi wa mina odoru) – zbiór sześciu opowiadań Harukiego Murakamiego
Zbiór zawiera następujące opowiadania:  (UFO ląduje w Kushiro, Krajobraz z żelazkiem, Wszystkie boże dzieci tańczą, Tajlandia, Pan Żaba ratuje Tokio, Ciastka z miodem). Są one połączone jednym motywem: trzęsieniem ziemi w Kobe. W książce przeplata się rzeczywistość z fikcją, realność i marzenia. Choć w inny sposób, każdy z bohaterów poszukuje siebie, chce odnaleźć drogę w życiu, zrozumieć swoje lęki i pragnienia. Murakami zgrabnie podsuwa czytelnikowi wizje bohaterów jako prawdę, ich sny jako rzeczywistość.